# Битва за форт Дюкен
Би́тва за форт Дюке́н — сражение, состоявшееся между союзными франко-индейскими и британскими войсками под фортом Дюкен в Северной Америке 15 сентября 1758 года во время Франко-индейской войны. Сражение было результатом неудачной разведки английских войск под командованием генерала Джона Форбса в окрестностях французского форта Дюкен.

## Предыстория
В распоряжении генерала Форбса были крупные силы (6—8 тысяч чел.), включавшие контингент виргинцев под командованием Джорджа Вашингтона. Целью британских войск была разведка местности в долине реки Огайо. В связи с тем, что тяжело больной Форбс не справлялся со своими обязанностями, он доверил командование войсками своему заместителю — полковнику Генри Букету, командовавшему батальоном королевского Американского полка. Букэт поручил разведку французского форта Дюкен и его окрестностей майору Джеймсу Гранту, командовавшему 77-м хайлендерским полком.
9 сентября 1758 года Грант возглавил отряд из 800 человек и отправился на разведку. По предположениям Букэта, форт защищал сильный гарнизон из 500 французских солдат и 300 индейцев. Напротив, Грант, прибывший к форту 14 сентября, полагал, что в форте находилось лишь 200 защитников, а потому послал на разведку всего 50 солдат. Не обнаружив противника в окрестностях форта, отряд вернулся к главным силам Гранта, располагавшимся в 3 километрах от форта.

## Сражение
На следующее утро Грант, готовясь к бою, разделил свои войска на несколько частей. Отряд 77-го хайлендерского полка под командованием капитана Макдональда маршировал к форту с музыкой и барабанным боем, выполняя роль «приманки» для противника. Отряд из 400 человек устроил противнику засаду на подступах к форту, а несколько сотен ополченцев под командованием майора Эндрю Льюиса укрылись рядом с обозом.
Несмотря на все предварительные распоряжения, английское командование не располагало данными о количестве войск противника, которых оказалось в несколько раз больше, чем предполагалось вначале. Мощным ударом французы и индейцы опрокинули наступавшую колонну и атаковали засевший в засаде английский отряд. Солдаты Льюиса покинули свои позиции и начали отходить к главным силам, но франко-индейские отряды отрезали им путь к соединению с армией, заставив отступать в обратном направлении. Английские войска были полностью деморализованы и обратились в беспорядочное бегство. Англичане потеряли 300 человек убитыми и ранеными, в плен попали командующие британскими войсками полковник Грант и майор Льюис. Около 500 человек вернулись к основным силам под командованием Форбса и Букета.

## Итоги
Несмотря на то, что французским войскам удалось отбить серьёзную атаку британских войск, комендант форта де Линьери понимал, что его силы (около 600 человек) не могли противостоять восьмитысячной британской армии. В связи с этим 26 ноября французские войска сожгли форт и покинули его под покровом темноты.